# Copa Federación de Santa Fe 2023
La Copa Federación 2023 fue la decimosexta edición de esa competición oficial, organizada por la Federación Santafesina de Fútbol, en la que participan equipos representantes de las 19 ligas afiliadas a dicha federación.
Para este año, estaba previsto elevar el número de participantes a 32 equipos;sin embargo, finalmente compitieron 31 clubes, completándose la ampliación en su edición posterior. También aumentó el cupo clasificatorio a la Copa Santa Fe, otorgando plazas a los seis mejores equipos que no hayan clasificado al máximo certamen provincial mediante sus ligas regionales. Hasta la edición 2022, sólo avanzaban los cuatro semifinalistas.
Consagró campeón al Club Arteaga, club afiliado a la Liga Interprovincial de Fútbol, que logró de esta manera su primer título y obtuvo la clasificación al Torneo Regional Federal Amateur 2023-24. Se definió también la clasificación a la Copa Santa Fe 2023.

## Sistema de disputa
Los 31 equipos participantes disputaron una serie de eliminatorias a ida y vuelta, hasta consagrar al campeón. El torneo estuvo compuesto por cinco etapas: dieciseisavos de final, octavos de final, cuartos de final, semifinales y final. Si una serie finalizó empatada en el global, se definió por penales.

## Equipos participantes
| Liga                                              | Equipo                                                                | Ciudad                               | Departamento     |
| ------------------------------------------------- | --------------------------------------------------------------------- | ------------------------------------ | ---------------- |
| Asociación Rosarina de Fútbol 1 equipo            | Morning Star                                                          | Rosario                              | Rosario          |
| Liga Cañadense de Fútbol 2 equipo                 | Campaña Atlético San Jerónimo                                         | Carcarañá San Jerónimo Sud           | San Lorenzo      |
| Liga Casildense de Fútbol Sin equipos             |                                                                       |                                      |                  |
| Liga de Fútbol Regional del Sud Sin equipos       |                                                                       |                                      |                  |
| Liga Departamental de Fútbol San Martín 3 equipos | La Emilia Juventud Guadalupe Unión                                    | San Jorge Sastre y Ortiz             | San Martín       |
| Liga Deportiva del Sur 1 equipo                   | Firmat FBC                                                            | Firmat                               | General López    |
| Liga Esperancina de Fútbol 1 equipo               | Juventud Unida                                                        | Humboldt                             | Las Colonias     |
| Liga Galvense de Fútbol 2 equipos                 | Irigoyense Polideportivo José Arijón                                  | Pueblo Irigoyen Desvío Arijón        | San Jerónimo     |
| Liga Interprovincial de Fútbol 2 equipos          | Club Arteaga Centenario                                               | Arteaga San José de la Esquina       | Caseros          |
| Liga Ocampense de Fútbol 2 equipos                | Ex Alumnos Huracán                                                    | San Antonio de Obligado Villa Ocampo | General Obligado |
| Liga Rafaelina de Fútbol 3 equipos                | Argentino Deportivo Josefina Peñarol                                  | Humberto Primo Josefina Rafaela      | Castellanos      |
| Liga Reconquistense de Fútbol 2 equipos           | Juventud Atlético y Tiro Reconquista                                  | Malabrigo Reconquista                | General Obligado |
| Liga Regional Ceresina de Fútbol 1 equipo         | Atlético Tostado                                                      | Tostado                              | Nueve de Julio   |
| Liga Regional Paivense de Fútbol 1 equipo         | Polideportivo Llambi Campbell                                         | Llambi Campbell                      | La Capital       |
| Liga Regional Sanlorencina de Fútbol 1 equipo     | Defensores de Villa Cassini                                           | Capitán Bermúdez                     | San Lorenzo      |
| Liga Regional Totorense de Fútbol 1 equipo        | Sportivo Rivadavia                                                    | San Genaro                           | San Jerónimo     |
| Liga Santafesina de Fútbol 3 equipos              | La Perla del Oeste Náutico El Quillá Universidad Nacional del Litoral | Recreo Santa Fe                      | La Capital       |
| Liga Venadense de Fútbol 2 equipos                | Sportivo Sancti Spiritu Independiente                                 | Sancti Spiritu Villa Cañás           | General López    |
| Liga Verense de Fútbol 3 equipos                  | Carlos Gardel River Huracán                                           | Calchaquí San Martín Norte Vera      | Vera San Justo   |

## Fase eliminatoria

### Cuadro de desarrollo
|  | Dieciseisavos de final      | Dieciseisavos de final      | Dieciseisavos de final      | Dieciseisavos de final      |   |                         | Octavos de final    | Octavos de final    | Octavos de final    | Octavos de final    |  |                         | Cuartos de final            | Cuartos de final            | Cuartos de final            | Cuartos de final            |  |                           | Semifinales       | Semifinales       | Semifinales       | Semifinales       |  |                      | Final                    | Final                    | Final                    | Final                    |  |
|  | 28 de enero al 8 de febrero | 28 de enero al 8 de febrero | 28 de enero al 8 de febrero | 28 de enero al 8 de febrero |   |                         | 11 al 19 de febrero | 11 al 19 de febrero | 11 al 19 de febrero | 11 al 19 de febrero |  |                         | 26 de febrero al 5 de marzo | 26 de febrero al 5 de marzo | 26 de febrero al 5 de marzo | 26 de febrero al 5 de marzo |  |                           | 12 al 19 de marzo | 12 al 19 de marzo | 12 al 19 de marzo | 12 al 19 de marzo |  |                      | 25 de marzo y 1 de abril | 25 de marzo y 1 de abril | 25 de marzo y 1 de abril | 25 de marzo y 1 de abril |  |
|  |                             |                             |                             |                             |   |                         |                     |                     |                     |                     |  |                         |                             |                             |                             |                             |  |                           |                   |                   |                   |                   |  |                      |                          |                          |                          |                          |  |
|  |                             |                             |                             |                             |   |                         |                     |                     |                     |                     |  |                         |                             |                             |                             |                             |  |                           |                   |                   |                   |                   |  |                      |                          |                          |                          |                          |  |
|  | Huracán (Vera) (p.)         | 1                           | 1                           | 2 (4)                       |   |                         |                     |                     |                     |                     |  |                         |                             |                             |                             |                             |  |                           |                   |                   |                   |                   |  |                      |                          |                          |                          |                          |  |
|  | Huracán (Vera) (p.)         | 1                           | 1                           | 2 (4)                       |   |                         |                     |                     |                     |                     |  |                         |                             |                             |                             |                             |  |                           |                   |                   |                   |                   |  |                      |                          |                          |                          |                          |  |
|  | Ex Alumnos (SAO)            | 1                           | 1                           | 2 (3)                       |   |                         |                     |                     |                     |                     |  |                         |                             |                             |                             |                             |  |                           |                   |                   |                   |                   |  |                      |                          |                          |                          |                          |  |
|  | Ex Alumnos (SAO)            | 1                           | 1                           | 2 (3)                       |   | Huracán (Vera) (p.)     | 0                   | 2                   | 2 (4)               |                     |  |                         |                             |                             |                             |                             |  |                           |                   |                   |                   |                   |  |                      |                          |                          |                          |                          |  |
|  |                             |                             |                             |                             |   | Huracán (Vera) (p.)     | 0                   | 2                   | 2 (4)               |                     |  |                         |                             |                             |                             |                             |  |                           |                   |                   |                   |                   |  |                      |                          |                          |                          |                          |  |
|  |                             |                             | Huracán (VO)                | 1                           | 1 | 2 (3)                   |                     |                     |                     |                     |  |                         |                             |                             |                             |                             |  |                           |                   |                   |                   |                   |  |                      |                          |                          |                          |                          |  |
|  | Huracán (VO) (p.)           | 1                           | Huracán (VO)                | 1                           | 1 | 2 (3)                   | 3                   | 4 (3)               |                     |                     |  |                         |                             |                             |                             |                             |  |                           |                   |                   |                   |                   |  |                      |                          |                          |                          |                          |  |
|  | Huracán (VO) (p.)           | 1                           |                             |                             |   |                         |                     |                     |                     |                     |  |                         |                             |                             |                             |                             |  |                           |                   |                   |                   |                   |  |                      |                          |                          |                          |                          |  |
|  | Atlético y Tiro R.          | 3                           | 1                           | 4 (2)                       |   |                         |                     |                     |                     |                     |  |                         |                             |                             |                             |                             |  |                           |                   |                   |                   |                   |  |                      |                          |                          |                          |                          |  |
|  | Atlético y Tiro R.          | 3                           | 1                           | 4 (2)                       |   |                         |                     |                     |                     |                     |  | Huracán (Vera)          | 1                           | 1                           | 2                           |                             |  |                           |                   |                   |                   |                   |  |                      |                          |                          |                          |                          |  |
|  |                             |                             |                             |                             |   |                         |                     |                     |                     |                     |  | Huracán (Vera)          | 1                           | 1                           | 2                           |                             |  |                           |                   |                   |                   |                   |  |                      |                          |                          |                          |                          |  |
|  |                             |                             | Juventud (Malabrigo)        | 4                           | 2 | 6                       |                     |                     |                     |                     |  |                         |                             |                             |                             |                             |  |                           |                   |                   |                   |                   |  |                      |                          |                          |                          |                          |  |
|  | Atlético Tostado            | 4                           | Juventud (Malabrigo)        | 4                           | 2 | 6                       | 3                   | 7                   |                     |                     |  |                         |                             |                             |                             |                             |  |                           |                   |                   |                   |                   |  |                      |                          |                          |                          |                          |  |
|  | Atlético Tostado            | 4                           |                             |                             |   |                         |                     |                     |                     |                     |  |                         |                             |                             |                             |                             |  |                           |                   |                   |                   |                   |  |                      |                          |                          |                          |                          |  |
|  | Carlos Gardel (C)           | 0                           | 0                           | 0                           |   |                         |                     |                     |                     |                     |  |                         |                             |                             |                             |                             |  |                           |                   |                   |                   |                   |  |                      |                          |                          |                          |                          |  |
|  | Carlos Gardel (C)           | 0                           | 0                           | 0                           |   | Atlético Tostado        | 1                   | 1                   | 2                   |                     |  |                         |                             |                             |                             |                             |  |                           |                   |                   |                   |                   |  |                      |                          |                          |                          |                          |  |
|  |                             |                             |                             |                             |   | Atlético Tostado        | 1                   | 1                   | 2                   |                     |  |                         |                             |                             |                             |                             |  |                           |                   |                   |                   |                   |  |                      |                          |                          |                          |                          |  |
|  |                             |                             | Juventud (Malabrigo)        | 1                           | 2 | 3                       |                     |                     |                     |                     |  |                         |                             |                             |                             |                             |  |                           |                   |                   |                   |                   |  |                      |                          |                          |                          |                          |  |
|  | Juventud (Malabrigo)        | 2                           | Juventud (Malabrigo)        | 1                           | 2 | 3                       | 6                   | 8                   |                     |                     |  |                         |                             |                             |                             |                             |  |                           |                   |                   |                   |                   |  |                      |                          |                          |                          |                          |  |
|  | Juventud (Malabrigo)        | 2                           |                             |                             |   |                         |                     |                     |                     |                     |  |                         |                             |                             |                             |                             |  |                           |                   |                   |                   |                   |  |                      |                          |                          |                          |                          |  |
|  | River (SMN)                 | 1                           | 1                           | 2                           |   |                         |                     |                     |                     |                     |  |                         |                             |                             |                             |                             |  |                           |                   |                   |                   |                   |  |                      |                          |                          |                          |                          |  |
|  | River (SMN)                 | 1                           | 1                           | 2                           |   |                         |                     |                     |                     |                     |  |                         |                             |                             |                             |                             |  | Juventud (Malabrigo) (p.) | 1                 | 1                 | 2 (4)             |                   |  |                      |                          |                          |                          |                          |  |
|  |                             |                             |                             |                             |   |                         |                     |                     |                     |                     |  |                         |                             |                             |                             |                             |  | Juventud (Malabrigo) (p.) | 1                 | 1                 | 2 (4)             |                   |  |                      |                          |                          |                          |                          |  |
|  |                             |                             | La Perla del Oeste          | 0                           | 2 | 2 (2)                   |                     |                     |                     |                     |  |                         |                             |                             |                             |                             |  |                           |                   |                   |                   |                   |  |                      |                          |                          |                          |                          |  |
|  | La Emilia (SJ)              | 2                           | La Perla del Oeste          | 0                           | 2 | 2 (2)                   | 1                   | 3                   |                     |                     |  |                         |                             |                             |                             |                             |  |                           |                   |                   |                   |                   |  |                      |                          |                          |                          |                          |  |
|  | La Emilia (SJ)              | 2                           |                             |                             |   |                         |                     |                     |                     |                     |  |                         |                             |                             |                             |                             |  |                           |                   |                   |                   |                   |  |                      |                          |                          |                          |                          |  |
|  | Irigoyense                  | 0                           | 1                           | 1                           |   |                         |                     |                     |                     |                     |  |                         |                             |                             |                             |                             |  |                           |                   |                   |                   |                   |  |                      |                          |                          |                          |                          |  |
|  | Irigoyense                  | 0                           | 1                           | 1                           |   | La Emilia (SJ)          | 0                   | 1                   | -                   |                     |  |                         |                             |                             |                             |                             |  |                           |                   |                   |                   |                   |  |                      |                          |                          |                          |                          |  |
|  |                             |                             |                             |                             |   | La Emilia (SJ)          | 0                   | 1                   | -                   |                     |  |                         |                             |                             |                             |                             |  |                           |                   |                   |                   |                   |  |                      |                          |                          |                          |                          |  |
|  |                             |                             | UNL                         | 1                           | 2 | -                       |                     |                     |                     |                     |  |                         |                             |                             |                             |                             |  |                           |                   |                   |                   |                   |  |                      |                          |                          |                          |                          |  |
|  | Náutico El Quillá           | 0                           | UNL                         | 1                           | 2 | -                       | 0                   | 0                   |                     |                     |  |                         |                             |                             |                             |                             |  |                           |                   |                   |                   |                   |  |                      |                          |                          |                          |                          |  |
|  | Náutico El Quillá           | 0                           |                             |                             |   |                         |                     |                     |                     |                     |  |                         |                             |                             |                             |                             |  |                           |                   |                   |                   |                   |  |                      |                          |                          |                          |                          |  |
|  | UNL                         | 0                           | 3                           | 3                           |   |                         |                     |                     |                     |                     |  |                         |                             |                             |                             |                             |  |                           |                   |                   |                   |                   |  |                      |                          |                          |                          |                          |  |
|  | UNL                         | 0                           | 3                           | 3                           |   |                         |                     |                     |                     |                     |  | Sin confirmar           | -                           | -                           | -                           |                             |  |                           |                   |                   |                   |                   |  |                      |                          |                          |                          |                          |  |
|  |                             |                             |                             |                             |   |                         |                     |                     |                     |                     |  | Sin confirmar           | -                           | -                           | -                           |                             |  |                           |                   |                   |                   |                   |  |                      |                          |                          |                          |                          |  |
|  |                             |                             | La Perla del Oeste (w/o.)   | -                           | - | -                       |                     |                     |                     |                     |  |                         |                             |                             |                             |                             |  |                           |                   |                   |                   |                   |  |                      |                          |                          |                          |                          |  |
|  | La Perla del Oeste          | 1                           | La Perla del Oeste (w/o.)   | -                           | - | -                       | 7                   | 8                   |                     |                     |  |                         |                             |                             |                             |                             |  |                           |                   |                   |                   |                   |  |                      |                          |                          |                          |                          |  |
|  | La Perla del Oeste          | 1                           |                             |                             |   |                         |                     |                     |                     |                     |  |                         |                             |                             |                             |                             |  |                           |                   |                   |                   |                   |  |                      |                          |                          |                          |                          |  |
|  | Poli. Llambi Campbell       | 0                           | 0                           | 0                           |   |                         |                     |                     |                     |                     |  |                         |                             |                             |                             |                             |  |                           |                   |                   |                   |                   |  |                      |                          |                          |                          |                          |  |
|  | Poli. Llambi Campbell       | 0                           | 0                           | 0                           |   | La Perla del Oeste (p.) | 0                   | 0                   | 0 (4)               |                     |  |                         |                             |                             |                             |                             |  |                           |                   |                   |                   |                   |  |                      |                          |                          |                          |                          |  |
|  |                             |                             |                             |                             |   | La Perla del Oeste (p.) | 0                   | 0                   | 0 (4)               |                     |  |                         |                             |                             |                             |                             |  |                           |                   |                   |                   |                   |  |                      |                          |                          |                          |                          |  |
|  |                             |                             | Juventud Unida (H)          | 0                           | 0 | 0 (2)                   |                     |                     |                     |                     |  |                         |                             |                             |                             |                             |  |                           |                   |                   |                   |                   |  |                      |                          |                          |                          |                          |  |
|  | Poli. José Arijón           | 2                           | Juventud Unida (H)          | 0                           | 0 | 0 (2)                   | 2                   | 4                   |                     |                     |  |                         |                             |                             |                             |                             |  |                           |                   |                   |                   |                   |  |                      |                          |                          |                          |                          |  |
|  | Poli. José Arijón           | 2                           |                             |                             |   |                         |                     |                     |                     |                     |  |                         |                             |                             |                             |                             |  |                           |                   |                   |                   |                   |  |                      |                          |                          |                          |                          |  |
|  | Juventud Unida (H)          | 4                           | 2                           | 6                           |   |                         |                     |                     |                     |                     |  |                         |                             |                             |                             |                             |  |                           |                   |                   |                   |                   |  |                      |                          |                          |                          |                          |  |
|  | Juventud Unida (H)          | 4                           | 2                           | 6                           |   |                         |                     |                     |                     |                     |  |                         |                             |                             |                             |                             |  |                           |                   |                   |                   |                   |  | Juventud (Malabrigo) | 0                        | 0                        | 0                        |                          |  |
|  |                             |                             |                             |                             |   |                         |                     |                     |                     |                     |  |                         |                             |                             |                             |                             |  |                           |                   |                   |                   |                   |  | Juventud (Malabrigo) | 0                        | 0                        | 0                        |                          |  |
|  |                             |                             | Club Arteaga                | 5                           | 1 | 6                       |                     |                     |                     |                     |  |                         |                             |                             |                             |                             |  |                           |                   |                   |                   |                   |  |                      |                          |                          |                          |                          |  |
|  | Centenario (SJE)            | 2                           | Club Arteaga                | 5                           | 1 | 6                       | 2                   | 4 (1)               |                     |                     |  |                         |                             |                             |                             |                             |  |                           |                   |                   |                   |                   |  |                      |                          |                          |                          |                          |  |
|  | Centenario (SJE)            | 2                           |                             |                             |   |                         |                     |                     |                     |                     |  |                         |                             |                             |                             |                             |  |                           |                   |                   |                   |                   |  |                      |                          |                          |                          |                          |  |
|  | Firmat FBC (p.)             | 2                           | 2                           | 4 (4)                       |   |                         |                     |                     |                     |                     |  |                         |                             |                             |                             |                             |  |                           |                   |                   |                   |                   |  |                      |                          |                          |                          |                          |  |
|  | Firmat FBC (p.)             | 2                           | 2                           | 4 (4)                       |   | Firmat FBC (p.)         | 0                   | 1                   | 1 (2)               |                     |  |                         |                             |                             |                             |                             |  |                           |                   |                   |                   |                   |  |                      |                          |                          |                          |                          |  |
|  |                             |                             |                             |                             |   | Firmat FBC (p.)         | 0                   | 1                   | 1 (2)               |                     |  |                         |                             |                             |                             |                             |  |                           |                   |                   |                   |                   |  |                      |                          |                          |                          |                          |  |
|  |                             |                             | Morning Star                | 1                           | 0 | 1 (1)                   |                     |                     |                     |                     |  |                         |                             |                             |                             |                             |  |                           |                   |                   |                   |                   |  |                      |                          |                          |                          |                          |  |
|  | Morning Star (w/o.)         | -                           | Morning Star                | 1                           | 0 | 1 (1)                   | -                   | -                   |                     |                     |  |                         |                             |                             |                             |                             |  |                           |                   |                   |                   |                   |  |                      |                          |                          |                          |                          |  |
|  | Morning Star (w/o.)         | -                           |                             |                             |   |                         |                     |                     |                     |                     |  |                         |                             |                             |                             |                             |  |                           |                   |                   |                   |                   |  |                      |                          |                          |                          |                          |  |
|  | Defensores de Villa Cassini | -                           | -                           | -                           |   |                         |                     |                     |                     |                     |  |                         |                             |                             |                             |                             |  |                           |                   |                   |                   |                   |  |                      |                          |                          |                          |                          |  |
|  | Defensores de Villa Cassini | -                           | -                           | -                           |   |                         |                     |                     |                     |                     |  | Firmat FBC              | 1                           | 2                           | 3                           |                             |  |                           |                   |                   |                   |                   |  |                      |                          |                          |                          |                          |  |
|  |                             |                             |                             |                             |   |                         |                     |                     |                     |                     |  | Firmat FBC              | 1                           | 2                           | 3                           |                             |  |                           |                   |                   |                   |                   |  |                      |                          |                          |                          |                          |  |
|  |                             |                             | Club Arteaga                | 4                           | 5 | 9                       |                     |                     |                     |                     |  |                         |                             |                             |                             |                             |  |                           |                   |                   |                   |                   |  |                      |                          |                          |                          |                          |  |
|  |                             |                             | Club Arteaga                | 4                           | 5 | 9                       |                     |                     |                     |                     |  |                         |                             |                             |                             |                             |  |                           |                   |                   |                   |                   |  |                      |                          |                          |                          |                          |  |
|  |                             |                             |                             |                             |   |                         |                     |                     |                     |                     |  |                         |                             |                             |                             |                             |  |                           |                   |                   |                   |                   |  |                      |                          |                          |                          |                          |  |
|  |                             |                             |                             |                             |   |                         |                     |                     |                     |                     |  |                         |                             |                             |                             |                             |  |                           |                   |                   |                   |                   |  |                      |                          |                          |                          |                          |  |
|  |                             | Independiente (VC)          | 1                           | 0                           | 1 |                         |                     |                     |                     |                     |  |                         |                             |                             |                             |                             |  |                           |                   |                   |                   |                   |  |                      |                          |                          |                          |                          |  |
|  |                             |                             |                             |                             | 1 |                         |                     |                     |                     |                     |  |                         |                             |                             |                             |                             |  |                           |                   |                   |                   |                   |  |                      |                          |                          |                          |                          |  |
|  |                             |                             | Club Arteaga                | 1                           | 1 | 2                       |                     |                     |                     |                     |  |                         |                             |                             |                             |                             |  |                           |                   |                   |                   |                   |  |                      |                          |                          |                          |                          |  |
|  | Club Arteaga                | 1                           | Club Arteaga                | 1                           | 1 | 2                       | 3                   | 4                   |                     |                     |  |                         |                             |                             |                             |                             |  |                           |                   |                   |                   |                   |  |                      |                          |                          |                          |                          |  |
|  | Club Arteaga                | 1                           |                             |                             |   |                         |                     |                     |                     |                     |  |                         |                             |                             |                             |                             |  |                           |                   |                   |                   |                   |  |                      |                          |                          |                          |                          |  |
|  | Sportivo Sancti Spiritu     | 0                           | 1                           | 1                           |   |                         |                     |                     |                     |                     |  |                         |                             |                             |                             |                             |  |                           |                   |                   |                   |                   |  |                      |                          |                          |                          |                          |  |
|  | Sportivo Sancti Spiritu     | 0                           | 1                           | 1                           |   |                         |                     |                     |                     |                     |  |                         |                             |                             |                             |                             |  | Club Arteaga              | 1                 | 2                 | 3                 |                   |  |                      |                          |                          |                          |                          |  |
|  |                             |                             |                             |                             |   |                         |                     |                     |                     |                     |  |                         |                             |                             |                             |                             |  | Club Arteaga              | 1                 | 2                 | 3                 |                   |  |                      |                          |                          |                          |                          |  |
|  |                             |                             | Sportivo Rivadavia (SG)     | 2                           | 0 | 2                       |                     |                     |                     |                     |  |                         |                             |                             |                             |                             |  |                           |                   |                   |                   |                   |  |                      |                          |                          |                          |                          |  |
|  | Unión (Sastre)              | 1                           | Sportivo Rivadavia (SG)     | 2                           | 0 | 2                       | 2                   | 3                   |                     |                     |  |                         |                             |                             |                             |                             |  |                           |                   |                   |                   |                   |  |                      |                          |                          |                          |                          |  |
|  | Unión (Sastre)              | 1                           |                             |                             |   |                         |                     |                     |                     |                     |  |                         |                             |                             |                             |                             |  |                           |                   |                   |                   |                   |  |                      |                          |                          |                          |                          |  |
|  | Deportivo Josefina          | 0                           | 1                           | 1                           |   |                         |                     |                     |                     |                     |  |                         |                             |                             |                             |                             |  |                           |                   |                   |                   |                   |  |                      |                          |                          |                          |                          |  |
|  | Deportivo Josefina          | 0                           | 1                           | 1                           |   | Unión (Sastre)          | 1                   | 1                   | 2                   |                     |  |                         |                             |                             |                             |                             |  |                           |                   |                   |                   |                   |  |                      |                          |                          |                          |                          |  |
|  |                             |                             |                             |                             |   | Unión (Sastre)          | 1                   | 1                   | 2                   |                     |  |                         |                             |                             |                             |                             |  |                           |                   |                   |                   |                   |  |                      |                          |                          |                          |                          |  |
|  |                             |                             | Sportivo Rivadavia (SG)     | 3                           | 3 | 6                       |                     |                     |                     |                     |  |                         |                             |                             |                             |                             |  |                           |                   |                   |                   |                   |  |                      |                          |                          |                          |                          |  |
|  | Campaña (Carcaraña)         | 0                           | Sportivo Rivadavia (SG)     | 3                           | 3 | 6                       | 0                   | 0                   |                     |                     |  |                         |                             |                             |                             |                             |  |                           |                   |                   |                   |                   |  |                      |                          |                          |                          |                          |  |
|  | Campaña (Carcaraña)         | 0                           |                             |                             |   |                         |                     |                     |                     |                     |  |                         |                             |                             |                             |                             |  |                           |                   |                   |                   |                   |  |                      |                          |                          |                          |                          |  |
|  | Sportivo Rivadavia (SG)     | 0                           | 1                           | 1                           |   |                         |                     |                     |                     |                     |  |                         |                             |                             |                             |                             |  |                           |                   |                   |                   |                   |  |                      |                          |                          |                          |                          |  |
|  | Sportivo Rivadavia (SG)     | 0                           | 1                           | 1                           |   |                         |                     |                     |                     |                     |  | Sportivo Rivadavia (SG) | 1                           | 1                           | 2                           |                             |  |                           |                   |                   |                   |                   |  |                      |                          |                          |                          |                          |  |
|  |                             |                             |                             |                             |   |                         |                     |                     |                     |                     |  | Sportivo Rivadavia (SG) | 1                           | 1                           | 2                           |                             |  |                           |                   |                   |                   |                   |  |                      |                          |                          |                          |                          |  |
|  |                             |                             | Peñarol (Rafaela)           | 0                           | 1 | 1                       |                     |                     |                     |                     |  |                         |                             |                             |                             |                             |  |                           |                   |                   |                   |                   |  |                      |                          |                          |                          |                          |  |
|  | Argentino (HP)              | 1                           | Peñarol (Rafaela)           | 0                           | 1 | 1                       | 1                   | 2                   |                     |                     |  |                         |                             |                             |                             |                             |  |                           |                   |                   |                   |                   |  |                      |                          |                          |                          |                          |  |
|  | Argentino (HP)              | 1                           |                             |                             |   |                         |                     |                     |                     |                     |  |                         |                             |                             |                             |                             |  |                           |                   |                   |                   |                   |  |                      |                          |                          |                          |                          |  |
|  | Peñarol (Rafaela)           | 2                           | 1                           | 3                           |   |                         |                     |                     |                     |                     |  |                         |                             |                             |                             |                             |  |                           |                   |                   |                   |                   |  |                      |                          |                          |                          |                          |  |
|  | Peñarol (Rafaela)           | 2                           | 1                           | 3                           |   | Peñarol (Rafaela)       | 0                   | 2                   | 2                   |                     |  |                         |                             |                             |                             |                             |  |                           |                   |                   |                   |                   |  |                      |                          |                          |                          |                          |  |
|  |                             |                             |                             |                             |   | Peñarol (Rafaela)       | 0                   | 2                   | 2                   |                     |  |                         |                             |                             |                             |                             |  |                           |                   |                   |                   |                   |  |                      |                          |                          |                          |                          |  |
|  |                             |                             | Atlético San Jerónimo       | 0                           | 1 | 1                       |                     |                     |                     |                     |  |                         |                             |                             |                             |                             |  |                           |                   |                   |                   |                   |  |                      |                          |                          |                          |                          |  |
|  | Atlético San Jerónimo (p.)  | 2                           | Atlético San Jerónimo       | 0                           | 1 | 1                       | 2                   | 4 (4)               |                     |                     |  |                         |                             |                             |                             |                             |  |                           |                   |                   |                   |                   |  |                      |                          |                          |                          |                          |  |
|  | Atlético San Jerónimo (p.)  | 2                           |                             |                             |   |                         |                     |                     |                     |                     |  |                         |                             |                             |                             |                             |  |                           |                   |                   |                   |                   |  |                      |                          |                          |                          |                          |  |
|  | Juventud Guadalupe          | 2                           | 2                           | 4 (2)                       |   |                         |                     |                     |                     |                     |  |                         |                             |                             |                             |                             |  |                           |                   |                   |                   |                   |  |                      |                          |                          |                          |                          |  |
|  | Juventud Guadalupe          | 2                           | 2                           | 4 (2)                       |   |                         |                     |                     |                     |                     |  |                         |                             |                             |                             |                             |  |                           |                   |                   |                   |                   |  |                      |                          |                          |                          |                          |  |
|  |                             |                             |                             |                             |   |                         |                     |                     |                     |                     |  |                         |                             |                             |                             |                             |  |                           |                   |                   |                   |                   |  |                      |                          |                          |                          |                          |  |

- Nota: En cada llave, el equipo que ocupa la primera línea es el que define la serie como local.

### Dieciseisavos de final
| Fechas                     | Local en la ida                  | Global       | Local en la vuelta         | Ida | Vuelta |
| -------------------------- | -------------------------------- | ------------ | -------------------------- | --- | ------ |
| 29 de enero y 5 de febrero | Ex Alumnos (S.A. de Obligado)    | 2:2 (3:4 p.) | Huracán (Vera)             | 1:1 | 1:1    |
| 29 de enero y 5 de febrero | Atlético y Tiro Reconquista      | 4:4 (2:3 p.) | Huracán (Villa Ocampo)     | 3:1 | 1:3    |
| 29 de enero y 5 de febrero | Carlos Gardel (Calchaquí)        | 0:7          | Atlético Tostado           | 0:4 | 0:3    |
| 29 de enero y 5 de febrero | River (San Martín Norte)         | 2:8          | Juventud (Malabrigo)       | 1:2 | 1:6    |
| 29 de enero y 8 de febrero | Irigoyense                       | 1:3          | La Emilia (San Jorge)      | 0:2 | 1:1    |
| 28 de enero y 4 de febrero | Universidad Nacional del Litoral | 3:0          | Náutico El Quillá          | 0:0 | 3:0    |
| 29 de enero y 5 de febrero | Polideportivo Llambi Campbell    | 0:8          | La Perla del Oeste         | 0:1 | 0:7    |
| 29 de enero y 5 de febrero | Juventud Unida (Humboldt)        | 6:4          | Polideportivo José Arijón  | 4:2 | 2:2    |
| 29 de enero y 5 de febrero | Firmat FBC                       | 4:4 (4:1 p.) | Centenario (S.J. Esquina)  | 2:2 | 2:2    |
| Sin confirmar              | Defensores de Villa Cassini      | w/o.         | Morning Star               | -:- | -:-    |
| 29 de enero y 5 de febrero | Sportivo Sancti Spiritu          | 1:4          | Club Arteaga               | 0:1 | 1:3    |
| 29 de enero y 5 de febrero | Deportivo Josefina               | 1:3          | Unión (Sastre)             | 0:1 | 1:2    |
| 1 y 5 de febrero           | Sportivo Rivadavia (SG)          | 1:0          | Campaña (Carcaraña)        | 0:0 | 1:0    |
| 29 de enero y 5 de febrero | Peñarol (Rafaela)                | 3:2          | Argentino (Humberto Primo) | 2:1 | 1:1    |
| 29 de enero y 4 de febrero | Juventud Guadalupe               | 4:4 (2:4 p.) | Atlético San Jerónimo      | 2:2 | 2:2    |

### Octavos de final
| Fechas             | Local en la ida                  | Global       | Local en la vuelta          | Ida | Vuelta |
| ------------------ | -------------------------------- | ------------ | --------------------------- | --- | ------ |
| 12 y 18 de febrero | Huracán (Villa Ocampo)           | 2:2 (3:4 p.) | Huracán (Vera)              | 1:0 | 1:2    |
| 12 y 17 de febrero | Juventud (Malabrigo)             | 3:2          | Atlético Tostado            | 1:1 | 2:1    |
| 12 y 18 de febrero | Universidad Nacional del Litoral | -:-          | La Emilia (San Jorge)       | 1:0 | 2:1    |
| 12 y 18 de febrero | Juventud Unida (Humboldt)        | 0:0 (2:4 p.) | La Perla del Oeste          | 0:0 | 0:0    |
| 15 y 19 de febrero | Morning Star                     | 1:1 (1:2 p.) | Firmat FBC                  | 1:0 | 0:1    |
| 12 y 19 de febrero | Club Arteaga                     | 2:1          | Independiente (Villa Cañás) | 1:1 | 1:0    |
| 12 y 19 de febrero | Sportivo Rivadavia (SG)          | 6:2          | Unión (Sastre)              | 3:1 | 3:1    |
| 11 y 18 de febrero | Atlético San Jerónimo            | 1:2          | Peñarol (Rafaela)           | 0:0 | 1:2    |

### Cuartos de final
| Fechas                     | Local en la ida      | Global | Local en la vuelta      | Ida | Vuelta |
| -------------------------- | -------------------- | ------ | ----------------------- | --- | ------ |
| 26 de febrero y 5 de marzo | Juventud (Malabrigo) | 6:2    | Huracán (Vera)          | 4:1 | 2:1    |
| Sin confirmar              | La Perla del Oeste   | w/o.   | Sin confirmar           | -:- | -:-    |
| 26 de febrero y 5 de marzo | Club Arteaga         | 9:3    | Firmat FBC              | 4:1 | 5:2    |
| 26 de febrero y 5 de marzo | Peñarol (Rafaela)    | 1:2    | Sportivo Rivadavia (SG) | 0:1 | 1:1    |

### Semifinales
| Fechas           | Local en la ida         | Global       | Local en la vuelta   | Ida | Vuelta |
| ---------------- | ----------------------- | ------------ | -------------------- | --- | ------ |
| 12 y 19 de marzo | La Perla del Oeste      | 2:2 (2:4 p.) | Juventud (Malabrigo) | 0:1 | 2:1    |
| 12 y 19 de marzo | Sportivo Rivadavia (SG) | 2:3          | Club Arteaga         | 2:1 | 0:2    |

### Final
| Fechas                   | Local en la ida | Global | Local en la vuelta   | Ida | Vuelta |
| ------------------------ | --------------- | ------ | -------------------- | --- | ------ |
| 25 de marzo y 1 de abril | Club Arteaga    | 6:0    | Juventud (Malabrigo) | 5:0 | 1:0    |

|                                  |
|                                  |
| Campeón Club Arteaga 1.er título |